# Wolfgang Drese
Wolfgang Drese (* 20. August 1943 in Bad Kissingen; † 26. Oktober 2012) war ein deutscher Politiker der SPD.

## Ausbildung und Beruf
Nach der Lehre als Maschinenschlosser legte Wolfgang Drese 1961 die Gesellenprüfung ab. Danach arbeitete er als Aufzugsmonteur und Kundenberater.

## Politik
Wolfgang Drese war seit 1972 Mitglied der SPD. Er war Mitglied des Ortsvereins Erkrath-Hochdahl. Vorsitzender des SPD-Stadtverbandes Erkrath war er seit 1996. Von 1975 bis 1989 war er Mitglied im Rat der Stadt Erkrath. Hier fungierte er von Ende 1975 bis Oktober 1989 als Fraktionsvorsitzender der SPD. Er war Vorsitzender des Wirtschaftsförderungsausschusses von 1975 bis 1980 und des Planungs-, Verkehrs- und Umweltausschusses von 1980 bis 1985. Von 1986 bis 1994 war er als Aufsichtsratsvorsitzender der Entwicklungsgesellschaft Hochdahl mbH tätig. Er war Mitglied der AWO.
Wolfgang Drese war von 1990 bis 2005 direkt gewähltes Mitglied des 11. 12. und 13. Landtags von Nordrhein-Westfalen. Am 26. Oktober 2012 starb er.